# Гафнер, Владимир Викторович
Владимир Викторович Гафнер (1946, Карпинск Свердловской области — 14 июня 2013, Москва) — советский, казахстанский и российский хозяйственный деятель, директор Атырауского НПЗ (1986—1999), директор Одесского НПЗ (2000-2003).

## Биография
Владимир Викторович Гафнер родился 18 октября 1946 года в городе Карпинск Свердловской области. Отец работал главным инженером на небольшом предприятии, мать — Эмилия Тобиасовна — воспитательницей в детском саду. Отец стал жертвой сталинских репрессий и бесследно исчез.
В городе Туринск Свердловской области окончил среднюю школу.
В 1965 году поступил в Тюменский индустриальный институт на специальность «химическая технология переработки нефти и газа». Дипломную работу Владимир Викторович защитил по установке АВТ (атмосферно-вакуумная трубчатка) мощностью 6 миллионов тонн нефти в год.
По окончании вуза в 1970 году выбрал работу на Гурьевском нефтеперерабатывающем заводе. В 1970-м на заводе построили установку каталитического риформинга мощностью 300 тысяч тонн в год, куда его приняли оператором. В декабре того же года назначен начальником установки.
В апреле 1974 года В.В.Гафнер стал начальником третьего цеха, в составе которого, кроме установки каталитического риформинга, находились установка ЭЛОУ-АВТ и факельно-водородное хозяйство.
В декабре 1976 года Миннефтехимпром СССР назначил В.В.Гафнера главным инженером завода.
24 ноября 1986 года решением общего собрания коллектива Владимир Викторович Гафнер был единогласно избран директором Гурьевского нефтеперерабатывающего завода им.В.И.Ленина.
В феврале 1993 года Атырауский нефтеперерабатывающий завод стал акционерным обществом открытого типа. Генеральным директором АО «АНПЗ» был избран Владимир Викторович Гафнер. Позднее эта должность была переименована в президента. Гафнер работал на этой должности до июля 1999 года, пока Атырауский НПЗ не стал дочерним предприятием ННК «Казахойл».
В 1999-2000 годах был начальником отдела зарубежных нефтеперерабатывающих предприятий компании ОАО «ЛУКОЙЛ».
1 июня 2000 года назначен директором Одесского нефтеперерабатывающего завода, в августе 2000 года преобразован в ОАО «ЛУКОЙЛ-Одесский НПЗ».
С 17 апреля 2003 года стал работать заместителем начальника управления развития нефтеперерабатывающих и нефтехимических производств ОАО «ЛУКОЙЛ».
В 2007 году В.В.Гафнер вышел на пенсию. 14 июня 2013 года после тяжелой болезни скончался. Похоронен в Москве.

## Деятельность в АО АНПЗ
В годы работы в должностях главного инженера, президента АО АНПЗ Владимир Викторович Гафнер внес большой вклад в развитие производства, технической мысли, науки. Досрочное выполнение годовых производственных планов, награждение коллектива переходящими Красными знаменами Министерства нефтехимической и газовой промышленности СССР и Центрального Комитета Компартии Казахской ССР.
На заводе были построены установка замедленного коксования (1980) и прокалки нефтяного кокса (1989), освоение новых видов нефтепродуктов, выпуска мазута марки М-40, на базе тяжелого газойля установки замедленного коксования; была освоена новая товарная продукция «реактивное топливо ТС-1» (1995). В 1993 году, благодаря многолетнему тесному научно-техническому сотрудничеству АО «АНПЗ» с Институтом химии нефти и природных солей Национальной академии наук Республики Казахстан, был защищен патентом на изобретение и внедрен в производство новый высокоэффективный деэмульгатор «Атырау» для обезвоживания и обессоливания нефти при ее подготовке, не уступающий по своим техническим и технологическим характеристикам лучшим мировым аналогам.
Распад СССР был периодом ломки устоявшихся норм управления производством. Оказались разорванными хозяйственные связи. Перед директором завода встали проблемы поиска торговых партнеров, поставщиков, рынка сбыта готовой продукции, приобретения сырья. Остро стоял вопрос реконструкции завода и был начат поиск партнеров, способных инвестировать проект реконструкции. Гафнер приложил все усилия для спасения коллектива и завода от развала. Он сумел сплотить коллектив в период перевода экономики на рыночные отношения. Вводились различные формы хозрасчета, возникали советы трудового коллектива, предлагалась, а затем отменялась выборность руководителей. В стране началась инфляция, нарушались поставки, уровень производства начал снижаться, из обихода исчезли самые необходимые предметы широкого потребления. В этих условиях Гафнер сумел проявить незаурядные организаторские способности и нашел пути выхода из сложнейшей ситуации. Завод не оставался в стороне от решения экономических проблем, характерных для конца 1980-х и начала 1990-х годов.
В 1987 году началось строительство участка по выпуску уайт-спирита в расфасованной таре емкостью 0,5 литра с применением автоматической линии розлива и упаковки растворителей. В 1992 году были введены в действие линии по производству пеномоющих и жидких моющих средств, шампуней. В 1994 году был освоен выпуск охлаждающей жидкости для двигателей внутреннего сгорания «Тосол-А-50М» и жидкое средство для чистки посуды, сантехники марки «Афол».

## Общественная деятельность
Депутат Гурьевского областного Совета народных депутатов в советский период и Атырауского областного маслихата в годы суверенного Казахстана.
В 1990 году В.В.Гафнер избран депутатом XXVIII съезда Коммунистической партии Советского Союза. В дни съезда В.В.Гафнер работал в секции по социально-экономическим проблемам, встречался с виднейшими учеными, академиками, экономистами страны: Л.И.Абалкиным, П.Г.Буничем, Сергеевым, членами Президентского Совета Ю.Д.Маслюковым, А.Н.Яковлевым, министром финансов СССР В.С.Павловым. Принимал участие в личной беседе с М.С.Горбачёвым, встречался с председателем Госкомтруда СССР доктором экономических наук В.Щербаковым. В дни работы съезда В.В.Гафнер был избран членом счетной комиссии, принимал активное участие в работе и других комиссий.

## Труды
- Вакуров А.П., Гафнер В.В., Лагутенко Н.Н. и др. Пуск и освоение новой установки замедленного коксования. // Нефтепереработка и нефтехимия: НТИС М.: ЦНИИТЭНефтехим, 1983. - №1. - с. 12-16.
- Гафнер В.В., Шкодин Ю.К., Седов П.С. Интенсификация работы установки замедленного коксования типа 21-10/6 Гурьевского НПЗ // Исследование в области производства нефтяного кокса. -М.: 1984, ЦНИИЭНефтехим, сб.научн.трудов БашНИИНП. -С.24-33.
- Юрицын В.Я., Соколова А.Г., Калачева В.Г., Гафнер В.В. (ИХН и ПС КазССР). Исследование физико-химических свойств парафиновых отложений на стенках нефтяных резервуаров // Журнал «Нефтяное хозяйство». 1988
- Креймер М.Л., Гафнер В.В., Амантурлин Г.Ж., Нестеров И.Д. Современная технология и конструкция колонны атмосферной перегонки // Нефтепереработка и нефтехимия. 1998. - №9. - С. 10-17.
- Креймер М.Л., Гафнер В.В., Амантурлин Г.Ж., Илембитова Р.Н., Ахмадеева Е.А., Куликовская А.В., Зинатуллина Б.М., Хакимов Ф.А., Нестеров И.Д., Иванова Н.С., Лызлов О.А. Современная технология и конструкция колонны атмосферной перегонки // Институт проблем нефтехимпереработки АН РБ, АО “Атырауский НПЗ”.
- Креймер М.Л., Берковский М.А., Гафнер В.В., Амантурлин Г.Ж., Илембитова Р.Н., Ахмадеева Е.А., Куликовская А.В., Зинатуллина Б.М., Хакимов Ф.А., Нестеров И.Д., Иванова Н.С. // Проблемы научно-технического обеспечения нефтеперерабатывающего и нефтехимического комплекса. Материалы Международной научно-практической конференции, Уфа, 1999.- С. 6 - 7.

## Семья
Жена - Тамара Петровна, выпускница Тюменского индустриального института. Оператор установки АТ-ТК в цехе № 1 Гурьевского нефтеперерабатывающего завода. Инженер-конструктор, старший инженер, руководитель технологической группы.
Дети: Павел и Денис, три внука.

## Награды
- Приказ № 254 от 4 ноября 1972 года. В честь 55-й годовщины Великого Октября объявить благодарность и вручить памятный подарок.
- Приказ № 117 от 29.04.1974. В ознаменование 1 Мая занесен на заводскую Доску почета, вручен памятный подарок.
- Указом Президиума Верховного Совета СССР от 10 марта 1976 года награжден орденом «Знак Почета».
- Указом Президента Республики Казахстан от 12 декабря 1995 года награжден орденом «Құрмет».
- Указ Президента Республики Казахстан от 1998 года. Награжден памятной медалью «Астана» в честь презентации столицы РК.
- 25 февраля 2002 года. Украина. Награжден орденом «Святого Великого князя Владимира 3-й степени».
- Приказ № 246/п от 30 июля 2002 года Минэнерго Российской Федерации. Награжден почетной грамотой Министерства энергетики РФ.
- Приказ № 527 от 30 августа 2002 года. Награжден грамотой ЦК профсоюзов химической и нефтехимической отрасли промышленности Украины.
- Протокол заседания Правления ОАО «ЛУКОЙЛ» от 6 октября 2003 года. Объявлена благодарность ОАО «ЛУКОЙЛ».
- Приказ № 1493/к от 24 августа 2006 года. Награжден Почетной грамотой ОАО «Нефтяная компания «ЛУКОЙЛ».
- Приказ № 184 от 9 октября 2006 года. За добросовестный труд объявлена благодарность ОАО «ЛУКОЙЛ», премирован.
- Приказ № 407/п Минпромэнерго России от 8 сентября 2006 года. Присвоено звание «Почетный работник топливно-энергетического комплекса Российской Федерации».
- Владимир Викторович Гафнер - почетный гражданин г.Атырау

## Память
3 сентября 2014 года открыта мемориальная доска на стене дома №34 "А" по улице Шарипова в городе Атырау, в котором жил директор АНПЗ.
В 2016 году улица в городе Атырау переименована в улицу Владимира Гафнера.

## Публикации
Атырау: Энциклопедия / Алматы, 2000, 187 стр.
Мукашев С. Летопись города Атырау / Алматы, 2001, 215 стр.
Есенова Е. Владимир Гафнер. Знатные нефтяники земли казахской. Биографическая серия. Алматы: Общественный фонд «Мұнайшы» имени Н. А. Марабаева, 2015. ISBN 978-9965-816-60-4